# 味方中学前駅

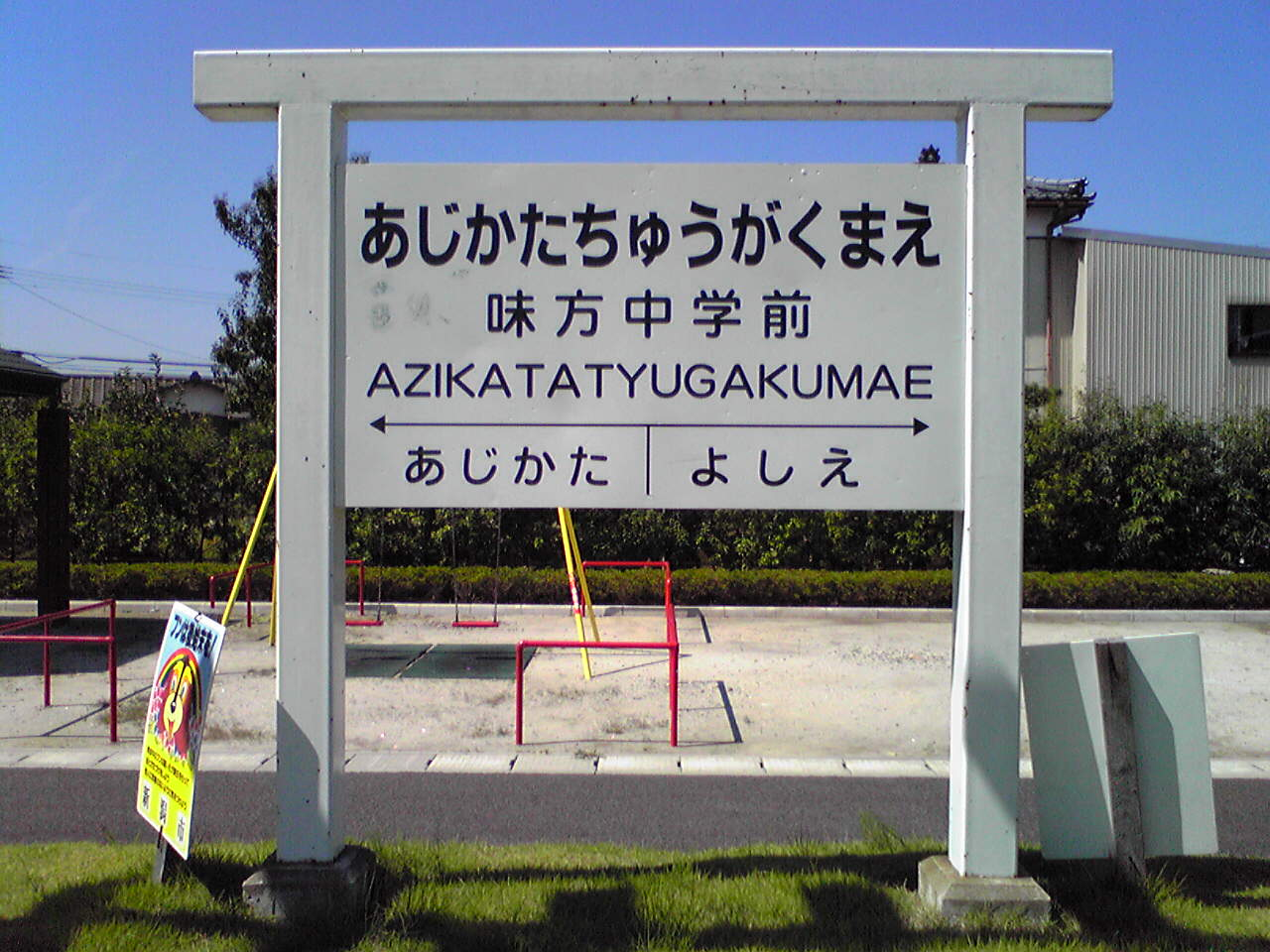
味方中学前駅の跡地に建てられた駅名標。（2007年9月15日撮影）

味方中学前駅（あじかたちゅうがくまええき）は、かつて新潟県西蒲原郡味方村大字味方（現新潟市南区味方）にあった新潟交通電車線の駅。

## 構造
単式ホーム1面1線の地上駅。無人駅。

## 駅周辺
- 味方村立味方中学校（現新潟市立味方中学校）
- 味方村営野球場（現新潟市味方野球場）

## 歴史
- 1953年（昭和28年）4月1日 - 新潟交通の駅として開業。
- 1999年（平成11年）4月5日 - 新潟交通電車線東関屋 - 月潟間廃線により廃駅となる。

## 駅跡
1999年（平成11年）4月の廃駅後、かつての構内は味方中学前駅跡地公園として整備されている。

## 隣の駅
新潟交通
電車線
吉江駅 - 味方中学前駅 - 味方駅